# Tupolev Tu-95
Tupolev Tu-95 (rusă Туполев Ту–95, cod NATO: Bear) este un bombardier strategic construit de compania sovietică Tupolev. A fost cel mai de succes bombardier strategic sovietic, având durata de exploatare cea mai mare în perioada Războiului Rece. Va fi folosit de Forțele Aeriene Ruse cel puțin până în anul 2040. Varianta navală a bombardierului poartă denumirea de Tu-142. Aeronava are patru motoare Kuznetsov NK-12, fiecare cu câte două elice contra-rotative, proiectate de Biroul de Proiectare Kuznetsov, cu participarea lui Ferdinand Brandner și al altor ingineri germani capturați. O variantă a avionului, Tu-114, deține recordul de cel mai rapid avion cu elice din lume. Este singurul bombardier strategic operațional echipat cu turbo-propulsoare. La avion se disting aripile îndreptate către înapoi la un unghi foarte ascuțit, de 35 °, lucru rar întâlnit la aeronavele cu elice, unghi justificat prin vitezele de operare și altitudini. Palele elicelor, care se rotesc mai repede decât viteza sunetului, au făcut din avion unul din cele mai zgomotoase aeronave militare de pe pământ, acesta putând fi auzit de către hidrofoanele submarinelor aflate în imersiune și de către sistemul SOSUS (Sound Surveillance System), o rețea de posturi de ascultare subacvatice ale Statelor Unite destinate să identifice submarinele sovietice care treceau prin zonă.

### Variante
- Tu-95/1: primul prototip propulsat de motoare turbo-propulsoare de tip Kuznetsov 2TV-2F.
- Tu-95/2: al doilea prototip propulsat de turbo-propulsoare Kuznetsov NK-12.
- Tu-95/Tu-95M: varianta de bază de bombardier strategic cu rază lungă și singurul model de avion care nu era echipat cu o sondă de realimentare în zbor dispusă în botul avionului. Denumire NATO: Ursul-A.
- Tu-95K/Tu-95KD: conceput pentru a transporta gama de rachete aer-sol Raduga Kh-20. Aeronavele Tu-95KD au fost primele echipate sondă de realimentare în zbor dispusă în botul avionului Denumire NATO: Ursul-B.
- Tu-95K22: bombardier modificat pentru a transporta rachetele Raduga Kh-22 și care încorporează sisteme electronice de bord moderne. Denumire NATO: Ursul-G.
- Tu-95KM: Versiune modernizată a variantei Tu-95k, având sisteme de recunoaștere îmbunătățite. Acestea au suferit ulterior transformări la configurația Tu-95K22. Denumire NATO: Ursul-C.
- Tu-95M-55: purtător a diverse tipuri de rachete.
- Tu-95MR: variantă modificată pentru recunoaștere și fotografiere, produsă pentru Aviația Navală. Denumire NATO: Ursul-E.
- Tu-95MS/Tu-95MS6/Tu-95MS16: variantă complet nouă construită pe baza fuzelajului avionului de transport Tu-142. Această variantă a devenit platforma de lansare pentru rachetele de croazieră Raduga Kh-55. Denumire NATO: Ursul-H.
- Tu-95N: Versiunea experimentală pentru lansarea din aer a unui avion experimental propulsat de un motor Ramjet RS.
- Tu-95RTs: Razvedchik Tseleukazatel: Varianta de bază, reproiectat pentru recunoaștere maritimă, platformă electronică și ghidare sisteme de armament, pentru Aviația Navală sovietică. Denumire NATO: Ursul-D.
- Tu-95U Uchebnyy: variantă de antrenament. Denumire NATO: Ursul-T.
- Tu-95V: aeronave speciale de transport pentru a testa și lansa cea mai mare bombă termonucleară proiectată vreodată: Bomba țarului.
- Tu-96: prototip de bombardier strategic de mare altitudine și cu rază lungă de acțiune, propulsat de turbopropulsoare TV-16 și cu o aripă nouă, extinsă. Testele aeronavei au fost efectuate cu motoarele TV-12, care nu funcționau propice la mare altitudine, în anii 1955-1956.
- Tu-114: varianta civilă de transport persoane a Tu-95.
- Tu-116: Tu-95 modificat pentru pasageri în perioada în care Tu-114 a fost în curs de dezvoltare. Au fost produse doar două astfel de avioane.
- Tu-95LAL: proiect experimental de aeronave cu propulsie nucleară.
- Tu-126: variantă de comandă și avertizare timpurire, derivat din Tu-114.
- Tu-142: variantă de recunoaștere maritimă și luptă anti-submarin derivat din Tu-95. Denumire NATO: Ursul-F.

schema avion Tu-95

### Caracteristici
- Echipaj: 6–7; pilot, copilot, inginer de zbor, operator al sistemelor de comunicații, navigator, mitralior coadă și, uneori, încă un navigator;
- Lungime: 46,2 m;
- Anvergura aripilor: 50,10 m;
- Înălțime: 12,12 m;
- Suprafața aripilor: 310 m²;
- Greutate gol: 90.000 kg;
- Greutate cu  încărcătură: 171.000 kg;
- Greutatea maximă la decolare: 188.000 kg;
- Motoare: 4 turbopropulsoare Kuznetsov NK-12M , 11.000 kW (14.800 Cp) fiecare;

### Performanțe
- Viteză maximă: 920 km/h;
- Rază de acțiune: 15.000 km, fără alimentare în timpul zborului;
- Plafon de zbor: 13.716 m;
- Viteză ascensională: 10 m/s;
- Încărcarea aripii: 606 kg/m²;
- Raport putere/greutate: 235 W/kg;

### Armament
- Tunuri: 1 sau 2 tunuri automate cal. 23 mm de tip AM-23, controlate prin radar, în turela din coadă.
- Rachete: Până la 15.000 kg de încărcătură, incluzând rachetele Raduga Kh-20, Kh-22, Kh-26 și Kh-55/101/102;

## Vezi si
Tupolev